# Discographie de Whitesnake
Cet article présente la discographie du groupe de hard rock britannique, Whitesnake. Il a enregistré treize albums studios, six albums live. Plusieurs compilations  et trente-six singles viennent compléter sa discographie.

## Présentation
Après la fin de Deep Purple en 1976, David Coverdale commence a travailler sur son premier album en solo. Il sortira en février 1977 sous le nom de White Snake. Après un deuxième album solo, Northwinds (1978), Coverdale décide de fonder un nouveau groupe qu'il baptisera Whitesnake. Le premier enregistrement du groupe sera l'Ep, Snakebite qui sortira en juin 1978, il sera suivi de l'album Trouble en octobre de la même année qui atteindra la 50e place des charts britanniques. À l'époque, le groupe est composé de six membres, deux guitaristes (Micky Moody et Bernie Marsden, un bassiste (Neil Murray), un batteur (Dave Dowles), un clavier (Peter Solley) et David Coverdale au chant. Ready an' Willing (1980) est le premier album du groupe a entrer dans le top 10 britannique, 6e place et premier disque d'or du groupe, il sera aussi le premier album du groupe classé aux États-Unis où il atteindra la 90e place au Billboard 200. L'album suivant, Come an' Get It (1981), seras l'album le mieux classé en Grande-Bretagne où il atteindra le 2e place, il sera aussi celui qui permettra au groupe d'imposer sa musique à d'autre pays européens comme l'Allemagne (# 20), la Norvège (# 26) ou la Suède (# 24). La progression du groupe continuera ainsi au gré des albums jusqu'à atteindre son apogée en 1987 avec l'album Whitesnake appelé aussi 1987 qui crèvera le plafond en se vendant a plus de huit millions d'exemplaires aux États-Unis (# 2).
En 1990, après la tournée de promotion pour l'album Slip of the Tongue ( # 10 US et UK) le groupe éclate, David Coverdale décide de prendre du recul et dissout momentanément son groupe, dégouté par le "music business". En 1993, Coverdale s'unira au guitariste Jimmy Page (Led Zeppelin) pour l'album Coverdale-Page qui sera un franc succès (# 4 UK, # 5 US).
Il faut attendre 1997 pour voir la sortie d'un nouvel album studio de Whitesnake, Restless Heart. Initialement prévu pour être un album solo du chanteur, il sortira finalement sous l'appellation "David Coverdale & Whitesnake". Le succès fut modeste et l'album n'atteindra que la 34e place des charts britanniques et ne sortira pas aux États-Unis où il ne sera disponible qu'en "import". En 1998, sort seulement le deuxième album en public de Whitesnake, qui se résume en fait qu'à David Coverdale et Adrian Vandenberg, Starkers in Tokyo. Il s'agit d'une performance acoustique des deux musiciens enregistrée dans les studios d' EMI de Tokyo devant une petite audience de fans du groupe.
Il faut attendre 2008 pour voir la sortie d'un nouvel album studio, Good to Be Bad. Coverdale reste le seul membre de Whitesnake et est accompagné notamment par les guitaristes Doug Aldrich et Reb Beach. L'album est un succès en Grande-Bretagne (# 7) et en Allemagne (# 6) et est classé à la 62e place du Billboard 200 américain. Suivront deux autres albums studios, Forevermore (# 33 UK) en 2011 et Flesh & Blood ( #7 UK) en 2019 ainsi qu'un album de reprises de Deep Purple, The Purple Album (2015) (# 18 UK).
Du côté des singles, la version de 1987 de la chanson Here I Go Again atteint la première place du Billboard Hot 100 américain et la 9e des Charts britanniques. Is This Love se classa respectivement à la 2e place et à la 9e place des même charts. Whitesnake classa vingt de ses singles au Royaume-Uni et sept aux États-Unis.

## Formations
- Sont représentés ici que les formations qui ont enregistré un album studio ou en public.

| WS 1 - David Coverdale: chant - Micky Moody: guitares, chœurs - Bernie Marsden:guitares, chœurs - Pete Solley: claviers - Neil Murray: basse - David Dowle: batterie, percussions WS 2 - David Coverdale: chant - Micky Moody: guitares, chœurs - Bernie Marsden:guitares, chœurs - Jon Lord: claviers - Neil Murray: basse - David Dowle: batterie, percussions WS 3 - David Coverdale: chant - Micky Moody: guitares, chœurs - Bernie Marsden:guitares, chœurs - Jon Lord: claviers - Neil Murray: basse - Ian Paice: batterie, percussions WS 4 - David Coverdale: chant - Micky Moody: guitares, chœurs - Mel Galley:guitares, chœurs - Jon Lord: claviers - Colin Hodgkinson: basse - Cozy Powell: batterie, percussions WS 5 - David Coverdale: chant - John Sykes: guitares, chœurs - Mel Galley:guitares, chœurs - Jon Lord: claviers - Neil Murray: basse - Cozy Powell: batterie, percussions WS 6 - David Coverdale: chant - John Sykes: guitares, chœurs - Don Airey: claviers (Session) - Neil Murray: basse - Aynsley Dunbar: batterie, percussions WS 7 - David Coverdale: chant - Steve Vai: guitares - Adrian Vandenberg: guitares - Rudy Sarzo: basse - Tommy Aldridge: batterie, percussions | WS 8 - David Coverdale: chant - Adrian Vandenberg: guitares - Guy Pratt: basse - Brett Tugle: claviers(Session) - Denny Carmassi: batterie, percussions(Session) WS 9 - David Coverdale: chant - Doug Aldrich: guitares, chœurs - Reb Beach:guitares, chœurs - Timothy Drury: claviers - Uriah Duffy: basse - Tommy Aldridge: batterie, percussions WS 10 - David Coverdale: chant - Doug Aldrich: guitares, chœurs - Reb Beach:guitares, chœurs - Timothy Drury: claviers - Uriah Duffy: basse - Chris Frazier: batterie, percussions WS 11 - David Coverdale: chant - Doug Aldrich: guitares, chœurs - Reb Beach:guitares, chœurs - Timothy Drury: claviers - Michael Devin: basse - Brian Tichy: batterie, percussions WS 12 - David Coverdale: chant - Joel Hoekstra: guitares, chœurs - Reb Beach:guitares, chœurs - Michael Devin: basse - Tommy Aldrige: batterie, percussions WS 13 - David Coverdale: chant - Joel Hoekstra: guitares, chœurs - Reb Beach:guitares, chœurs - Michael Devin: basse - Tommy Aldrige: batterie, percussions - Michele Luppi: claviers, chœurs |

## Albums

### Albums studios
| Titre                                                                          | Détails                                                                                             | Classements des ventes | Classements des ventes | Classements des ventes | Classements des ventes | Classements des ventes | Classements des ventes | Classements des ventes | Classements des ventes | Classements des ventes | Classements des ventes | Classements des ventes | Classements des ventes | Classements des ventes | Classements des ventes | Classements des ventes | Classements des ventes | Classements des ventes | Classements des ventes | Classements des ventes | Classements des ventes | Certifications                                                             |
| Titre                                                                          | Détails                                                                                             | R-U                    | Rock & Metal           | ALL                    | AUS                    | AUT                    | BEL                    | BEL                    | CAN                    | ECO                    | ESP                    | FIN                    | FRA                    | ITA                    | NOR                    | N-Z                    | P-B                    | POR                    | SUÈ                    | SUI                    | USA                    | Certifications                                                             |
| Titre                                                                          | Détails                                                                                             | R-U                    | Rock & Metal           | ALL                    | AUS                    | AUT                    | (V)                    | (W)                    | CAN                    | ECO                    | ESP                    | FIN                    | FRA                    | ITA                    | NOR                    | N-Z                    | P-B                    | POR                    | SUÈ                    | SUI                    | USA                    | Certifications                                                             |
| ------------------------------------------------------------------------------ | --------------------------------------------------------------------------------------------------- | ---------------------- | ---------------------- | ---------------------- | ---------------------- | ---------------------- | ---------------------- | ---------------------- | ---------------------- | ---------------------- | ---------------------- | ---------------------- | ---------------------- | ---------------------- | ---------------------- | ---------------------- | ---------------------- | ---------------------- | ---------------------- | ---------------------- | ---------------------- | -------------------------------------------------------------------------- |
| Trouble                                                                        | - Sortie : 7 octobre 1978 - Label :EMI - Formation: WS 2                                            | 50                     | —                      | —                      | —                      | —                      | —                      | —                      | —                      | —                      | —                      | —                      | —                      | —                      | —                      | —                      | —                      | —                      | —                      | —                      | —                      | —                                                                          |
| Lovehunter                                                                     | - Sortie : 31 octobre 1979 - Label :United Artists Records - Formation: WS 2                        | 29                     | —                      | —                      | —                      | —                      | —                      | —                      | —                      | —                      | —                      | —                      | —                      | —                      | —                      | —                      | —                      | —                      | —                      | —                      | —                      | —                                                                          |
| Ready an' Willing                                                              | - Sortie : 23 mai 1980 - Label :Liberty Records - Formation: WS 3                                   | 6                      | —                      | —                      | —                      | —                      | —                      | —                      | —                      | —                      | —                      | —                      | —                      | —                      | 32                     | —                      | —                      | —                      | —                      | —                      | 90                     | : Or ·                                                                     |
| Come an' Get It                                                                | - Sortie : 11 avril 1981 - Label : Liberty - Formation: WS 3                                        | 2                      | —                      | 20                     | —                      | —                      | —                      | —                      | —                      | —                      | —                      | —                      | —                      | —                      | 26                     | —                      | —                      | —                      | 24                     | —                      | 151                    | : Or ·                                                                     |
| Saints & Sinners                                                               | - Sortie : 22 novembre 1981 - Label : Liberty - Formation: WS 3                                     | 9                      | —                      | 28                     | —                      | 14                     | —                      | —                      | —                      | —                      | —                      | —                      | —                      | —                      | —                      | 41                     | —                      | —                      | 45                     | —                      | —                      | : Argent ·                                                                 |
| Slide It In                                                                    | - Sortie : 17 janvier 1984 - Label : Liberty - Formation: WS 4 (UK Mix) WS 5 (US Mix)               | 9                      | 1                      | 14                     | —                      | —                      | 144                    | 45                     | —                      | 20                     | 63                     | —                      | 188                    | —                      | 11                     | 46                     | —                      | —                      | 12                     | 12                     | 40                     | : Or · : 2 × Platine                                                       |
| Whitesnake (1987)                                                              | - Sortie : 7 avril 1987 - Label : EMI - Formation: WS 6                                             | 8                      | 3                      | 13                     | 23                     | 25                     | —                      | —                      | 5                      | 34                     | 81                     | —                      | —                      | —                      | 10                     | 2                      | 27                     | 36                     | 8                      | 10                     | 2                      | : Platine · : Or · : 5 × Platine · : Platine · : Or · : Or · : 8 × Platine |
| Slip of the Tongue                                                             | - Sortie : 13 novembre 1989 - Label : EMI - Formation: WS 7                                         | 10                     | 7                      | 19                     | 39                     | 29                     | —                      | 91                     | 18                     | 43                     | 50                     | —                      | 220                    | —                      | 9                      | 35                     | 43                     | —                      | 11                     | 11                     | 10                     | : Or · : Platine                                                           |
| Restless Heart                                                                 | - Sortie : 26 mars 1997 - Sortie sous David Coverdale and Whitesnake - Label : EMI - Formation:WS 8 | 34                     | 3                      | 26                     | —                      | 45                     | 141                    | 55                     | —                      | 25                     | 83                     | 7                      | —                      | —                      | 35                     | —                      | 65                     | —                      | 5                      | 23                     | —                      | —                                                                          |
| Good to Be Bad                                                                 | - Sortie : 22 avril 2008 - Label : SPV Steamhammer - Formation: WS 10                               | 7                      | 1                      | 6                      | —                      | 11                     | 70                     | 75                     | 23                     | 6                      | —                      | 5                      | 69                     | 57                     | 5                      | —                      | 33                     | —                      | 10                     | 15                     | 62                     | —                                                                          |
| Forevermore                                                                    | - Sortie : 29 mars 2011 - Label : Frontiers Records - Formation: WS 11                              | 33                     | 2                      | 16                     | —                      | 27                     | 63                     | 37                     | —                      | 34                     | —                      | 11                     | 124                    | 41                     | 16                     | —                      | 42                     | —                      | 6                      | 17                     | 49                     | —                                                                          |
| The Purple Album                                                               | - Sortie : 18 mai 2015 - Label : Frontiers Records - Formation:                                     | 18                     | 2                      | 13                     | —                      | 28                     | 40                     | 70                     | —                      | 16                     | —                      | 2                      | 150                    | 91                     | 32                     | —                      | 24                     | —                      | 17                     | 11                     | 87                     | —                                                                          |
| Flesh & Blood                                                                  | - Sortie : 10 mai 2019 - Label : Frontiers Records - Formation: WS 13                               | 7                      | 1                      | 3                      | —                      | 31                     | 13                     | 22                     | —                      | 2                      | 20                     | 4                      | 64                     | 61                     | 13                     | —                      | 51                     | 14                     | 9                      | 2                      | 131                    | —                                                                          |
| "—" indique que l'album n'entre pas dans les classements musicaux de ces pays. | |                        |                        |                        |                        |                        |                        |                        |                        |                        |                        |                        |                        |                        |                        |                        |                        |                        |                        |                        |                        |                                                                            |

### Albums live
| Titre                                                                          | Détails                                                                                 | Classements des ventes | Classements des ventes | Classements des ventes | Classements des ventes | Classements des ventes | Classements des ventes | Classements des ventes | Classements des ventes | Classements des ventes | Classements des ventes | Classements des ventes | Classements des ventes | Classements des ventes | Classements des ventes | Classements des ventes | Certifications |
| Titre                                                                          | Détails                                                                                 | R-U                    | Rock & Metal           | ALL                    | AUT                    | BEL                    | BEL                    | ECO                    | ESP                    | FIN                    | FRA                    | ITA                    | POR                    | SUÈ                    | SUI                    | USA                    | Certifications |
| Titre                                                                          | Détails                                                                                 | R-U                    | Rock & Metal           | ALL                    | AUT                    | (V)                    | (W)                    | ECO                    | ESP                    | FIN                    | FRA                    | ITA                    | POR                    | SUÈ                    | SUI                    | USA                    | Certifications |
| ------------------------------------------------------------------------------ | --------------------------------------------------------------------------------------- | ---------------------- | ---------------------- | ---------------------- | ---------------------- | ---------------------- | ---------------------- | ---------------------- | ---------------------- | ---------------------- | ---------------------- | ---------------------- | ---------------------- | ---------------------- | ---------------------- | ---------------------- | -------------- |
| Live at Hammersmith                                                            | - Sortie : mars 1980 uniquement - Label : Polydor - Formation: WS 2                     | —                      | —                      | —                      | —                      | —                      | —                      | —                      | —                      | —                      | —                      | —                      | —                      | —                      | —                      | —                      | —              |
| Live...in the Heart of the City                                                | - Sortie : 3 novembre 1980 - Label : Liberty Records - Formation: WS 3                  | 5                      | —                      | 56                     | —                      | —                      | —                      | —                      | —                      | —                      | —                      | —                      | —                      | —                      | —                      | 146                    | : Platine ·    |
| Starkers in Tokyo                                                              | - Sortie : 30 juin 1998 - Label : EMI - Formation: Coverdale & Vandenberg               | —                      | —                      | —                      | —                      | —                      | —                      | —                      | —                      | —                      | —                      | —                      | —                      | —                      | —                      | —                      | —              |
| Live...In The Shadow Of The Blues                                              | - Sortie : 24 novembre 2006 - Label : SPV Steamhammer - Formation: WS 9                 | —                      | 13                     | 82                     | 64                     | —                      | —                      | —                      | —                      | —                      | 177                    | —                      | —                      | —                      | —                      | —                      | —              |
| Live at Donington 1990                                                         | - Sortie : 3 juin 2011 - Label : Frontiers Records - Formation: WS 7                    | 81                     | 5                      | 32                     | —                      | —                      | 100                    | 73                     | —                      | —                      | —                      | 85                     | —                      | —                      | —                      | —                      | —              |
| Made in Japan                                                                  | - Sortie : 19 avril 2013 - Label : Frontiers Records - Formation: WS 11                 | 67                     | 5                      | 26                     | 54                     | 108                    | 59                     | 61                     | —                      | —                      | —                      | —                      | —                      | —                      | 99                     | —                      | —              |
| Made in Britain (it)                                                           | - Sortie : 5 juillet 2013 - Label : Frontiers Records - Formation: WS 11                | —                      | 13                     | 57                     | —                      | —                      | 83                     | —                      | —                      | —                      | —                      | —                      | —                      | —                      | —                      | —                      | —              |
| Live in '84 - Back to the Bone                                                 | - Sortie : 7 novembre 2014 - Label : Frontiers Records - Formation: WS 6 (- Mel Galley) | —                      | 12                     | 98                     | —                      | —                      | 131                    | —                      | —                      | —                      | —                      | —                      | —                      | —                      | —                      | —                      | —              |
| The Purple Tour                                                                | - Sortie : 19 janvier 2018 - Label : Rhino Records - Formation: WS 13                   | 60                     | 2                      | 17                     | 19                     | 111                    | 69                     | 26                     | 40                     | 19                     | —                      | —                      | 38                     | 39                     | 31                     | —                      | —              |
| "—" indique que l'album n'entre pas dans les classements musicaux de ces pays. |                                                                                         |                        |                        |                        |                        |                        |                        |                        |                        |                        |                        |                        |                        |                        |                        |                        |                |

### Principales compilations
| Titre                                                                          | Détails                                                               | Classements des ventes | Classements des ventes | Classements des ventes | Classements des ventes | Classements des ventes | Classements des ventes | Classements des ventes | Classements des ventes | Classements des ventes | Classements des ventes | Classements des ventes | Classements des ventes | Classements des ventes | Classements des ventes | Classements des ventes | Certifications          |
| Titre                                                                          | Détails                                                               | R-U                    | Rock & Metal           | ALL                    | AUS                    | AUT                    | BEL                    | BEL                    | ECO                    | ESP                    | FIN                    | NOR                    | POR                    | SUÈ                    | SUI                    | USA                    | Certifications          |
| Titre                                                                          | Détails                                                               | R-U                    | Rock & Metal           | ALL                    | AUS                    | AUT                    | (V)                    | (W)                    | ECO                    | ESP                    | FIN                    | NOR                    | POR                    | SUÈ                    | SUI                    | USA                    | Certifications          |
| ------------------------------------------------------------------------------ | --------------------------------------------------------------------- | ---------------------- | ---------------------- | ---------------------- | ---------------------- | ---------------------- | ---------------------- | ---------------------- | ---------------------- | ---------------------- | ---------------------- | ---------------------- | ---------------------- | ---------------------- | ---------------------- | ---------------------- | ----------------------- |
| The Best of Whitesnake                                                         | - Sortie : 1981 1982 - Label : Polydor Underdog Records               | —                      | —                      | —                      | —                      | —                      | —                      | —                      | —                      | —                      | —                      | —                      | —                      | —                      | —                      | —                      | —                       |
| Greatest Hits                                                                  | - Sortie : 4 juillet 1994 - Label : EMI                               | 4                      | 7                      | 51                     | 34                     | —                      | —                      | —                      | 5                      | 95                     | —                      | —                      | —                      | 17                     | 12                     | 161                    | : Or · : Or · : Platine |
| The Millennium Collection: The Best of Whitesnake                              | - Sortie : 27 juin 2000 - Label : Geffen Records - & uniquement       | —                      | —                      | —                      | —                      | —                      | —                      | —                      | —                      | —                      | —                      | —                      | —                      | —                      | —                      | 194                    | : Or                    |
| Best of Whitesnake                                                             | - Sortie : 24 mars 2003 - Label : EMI                                 | 44                     | 6                      | 83                     | —                      | —                      | —                      | —                      | 46                     | —                      | 4                      | 23                     | 11                     | 31                     | —                      | —                      | : Or ·                  |
| The Silver Anniversary Collection                                              | - Sortie : 9 mai 2003 - Label : EMI                                   | —                      | 26                     | —                      | —                      | —                      | —                      | —                      | —                      | —                      | 26                     | —                      | —                      | —                      | —                      | —                      | —                       |
| The Early Years                                                                | - Sortie : 1er mars 2004 - Label : EMI                                | —                      | —                      | —                      | —                      | —                      | —                      | —                      | —                      | —                      | —                      | —                      | —                      | —                      | —                      | —                      | —                       |
| The Definitive Collection                                                      | - Sortie : 7 février 2006 - Label : Geffen - & uniquement             | —                      | —                      | —                      | —                      | —                      | —                      | —                      | —                      | —                      | —                      | —                      | —                      | —                      | —                      | —                      | —                       |
| Gold                                                                           | - Sortie : 27 juin 2006 - Label : Geffen - & uniquement               | —                      | —                      | —                      | —                      | —                      | —                      | —                      | —                      | —                      | —                      | —                      | —                      | —                      | —                      | —                      | —                       |
| 30th Anniversary Collection                                                    | - Sortie : 13 juin 2008 - Label : EMI                                 | 38                     | 6                      | —                      | —                      | —                      | —                      | —                      | 36                     | —                      | —                      | —                      | —                      | —                      | —                      | —                      | —                       |
| Box 'o' Snakes: The Sunburst Years 1978–1982                                   | - Sortie : 4 novembre 2011 - Label : EMI - Boxset : 9CD + 1 DVD+ 1 EP | —                      | —                      | 87                     | —                      | —                      | —                      | —                      | —                      | —                      | 27                     | —                      | —                      | —                      | —                      | —                      | —                       |
| Unzipped                                                                       | - Sortie : 19 octobre 2018 - Label : Rhino Records                    | —                      | —                      | 36                     | —                      | —                      | 150                    | —                      | 35                     | 60                     | —                      | —                      | 38                     | —                      | 48                     | —                      | —                       |
| The Rock Album                                                                 | - Sortie : 19 juin 2019 - Label : Rhino Records                       | 81                     | 2                      | 40                     | —                      | —                      | —                      | 89                     | 11                     | —                      | —                      | —                      | 44                     | —                      | 36                     | —                      | —                       |
| Love Songs                                                                     | - Sortie : 6 novembre 2020 - Label : Rhino Records                    | —                      | 1                      | 66                     | —                      | —                      | —                      | 97                     | 25                     | 68                     | —                      | —                      | 37                     | —                      | 34                     | —                      | —                       |
| The Blues Album                                                                | - Sortie : 19 février 2021 - Label : Rhino Records                    | 57                     | 2                      | 13                     | —                      | 56                     | 77                     | 65                     | 4                      | 55                     | —                      | —                      | —                      | —                      | 10                     | —                      | —                       |
| "—" indique que l'album n'entre pas dans les classements musicaux de ces pays. |                                                                       |                        |                        |                        |                        |                        |                        |                        |                        |                        |                        |                        |                        |                        |                        |                        |                         |

## EP et Singles

### EP
| Titre         | Détails                                                               | Classements des ventes |
| Titre         | Détails                                                               | UK                     |
| ------------- | --------------------------------------------------------------------- | ---------------------- |
| Snakebite     | - Sortie : 2 juin 1978 - Label : Sunburst Records - Formation: WS 1   | 61                     |
| 1987 Versions | - Sortie : 21 octobre 1987 uniquement - Label : CBS - Formation: WS 6 | —                      |

### Singles
| Titre                                                                            | Détails | Classements des ventes | Classements des ventes | Classements des ventes | Classements des ventes | Classements des ventes | Classements des ventes | Classements des ventes | Classements des ventes | Classements des ventes | Classements des ventes | Classements des ventes | De l'album                         |
| Titre                                                                            | Détails | UK                     | ALL                    | BEL(V)                 | CAN                    | ITA                    | (IRL)                  | NOR                    | N-Z                    | P-B                    | USA Hot 100            | USA Main,              | De l'album                         |
| -------------------------------------------------------------------------------- | --- | ---------------------- | ---------------------- | ---------------------- | ---------------------- | ---------------------- | ---------------------- | ---------------------- | ---------------------- | ---------------------- | ---------------------- | ---------------------- | ---------------------------------- |
| Lie Down (A Modern Love Song)                                                    | - Sortie : 29 août 1978 - Face B : Don't Mess with Me - Label : EMI                                             | —                      | —                      | —                      | —                      | —                      | —                      | —                      | —                      | —                      | —                      | —                      | Trouble                            |
| Day Tripper                                                                      | - Sortie : 1er décembre 1978 - Face B : Love to Keep You Warm - Label : EMI                                     | —                      | —                      | —                      | —                      | —                      | —                      | —                      | —                      | —                      | —                      | —                      | Trouble                            |
| The Time Is Right for Love                                                       | - Sortie : 2 mars 1979 - Face B : Come On - Label : EMI                                                         | —                      | —                      | —                      | —                      | —                      | —                      | —                      | —                      | —                      | —                      | —                      | Trouble                            |
| Long Way from Home                                                               | - Sortie : octobre 1979 - Face B : Trouble - Label : UA Records                                                 | 55                     | —                      | —                      | —                      | —                      | —                      | —                      | —                      | —                      | —                      | —                      | Lovehunter                         |
| Fool for Your Loving                                                             | - Sortie : 18 avril 1980 - Face B : Mean Business/Don't Mess with Me - Label :UA Records                        | 13                     | —                      | —                      | —                      | —                      | 11                     | —                      | —                      | —                      | —                      | —                      | Ready an' Willing                  |
| Ready an' Willing                                                                | - Sortie : 17 juillet 1980 - Face B : Nighthawk (Vampire Blues)/We Wish You Well - Label : UA Records           | 43                     | —                      | —                      | —                      | —                      | —                      | —                      | —                      | —                      | —                      | —                      | Ready an' Willing                  |
| Sweet Talker                                                                     | - Sortie : 1980 uniquement - Face B : Ain't Gonna Cry No More - Label : Mirage Records                          | —                      | —                      | —                      | —                      | —                      | —                      | —                      | —                      | —                      | —                      | —                      | Ready an' Willing                  |
| Ain't No Love In the Heart of the City (Live)                                    | - Sortie : 13 novembre 1980 - Face B : Take Me with You (Live) - Label : UA Records                             | 51                     | —                      | —                      | —                      | —                      | —                      | —                      | —                      | —                      | —                      | —                      | Live...in the Heart of the City    |
| Don't Break My Heart Again                                                       | - Sortie : 24 mars 1980 - Face B : Child of Babylon - Label : Liberty                                           | 17                     | —                      | —                      | —                      | —                      | 17                     | —                      | —                      | —                      | —                      | —                      | Come an' Get It                    |
| Would I Lie to You                                                               | - Sortie : 17 juin 1980 - Face B : Girl - Label : Liberty                                                       | 37                     | —                      | —                      | —                      | —                      | —                      | —                      | —                      | —                      | —                      | —                      | Come an' Get It                    |
| Here I Go Again                                                                  | - Sortie : 15 novembre 1982 - Face B : Bloody Luxury - Label : Liberty                                          | 34                     | 51                     | —                      | —                      | —                      | —                      | —                      | —                      | —                      | —                      | —                      | Saints & Sinners                   |
| Victim of Love                                                                   | - Sortie :28 février 1983 uniquement - Face B : Ain't No Love In the Heart of the City (Live) - Label : Liberty | —                      | —                      | —                      | —                      | —                      | —                      | —                      | —                      | —                      | —                      | —                      | Saints & Sinners                   |
| Guilty of Love                                                                   | - Sortie : 30 août 1983 - Face B : Gambler - Label : Liberty                                                    | 31                     | —                      | —                      | —                      | —                      | —                      | —                      | —                      | —                      | —                      | —                      | Slide It In                        |
| Give Me More Time                                                                | - Sortie : - Face B : Need Your Love So Bad - Label : Liberty                                                   | 29                     | —                      | —                      | —                      | —                      | 27                     | —                      | —                      | —                      | —                      | —                      | Slide It In                        |
| Standing in the Shadow                                                           | - Sortie : 13 avril 1984 - Face B : All or Nothing - Label : Liberty                                            | 62                     | —                      | —                      | —                      | —                      | —                      | —                      | —                      | —                      | —                      | —                      | Slide It In                        |
| Slow an' Easy (Airplay)                                                          | - Sortie :juin 1984 - Face B : — - Label : Geffen                                                               | —                      | —                      | —                      | —                      | —                      | —                      | —                      | —                      | —                      | —                      | 17                     | Slide It In                        |
| Love Ain't No Stranger                                                           | - Sortie : 3 janvier 1985 - Face B : Slow an' Easy - Label : Liberty                                            | 44                     | —                      | —                      | —                      | —                      | —                      | —                      | —                      | —                      | —                      | 33                     | Slide It In                        |
| Still of the Night                                                               | - Sortie : 16 mars 1987 - Face B : Bad Boys - Label : EMI                                                       | 16                     | —                      | —                      | —                      | —                      | 23                     | —                      | —                      | —                      | 79                     | 18                     | Whitesnake (1987)                  |
| Here I Go Again (1987)                                                           | - Sortie : 3 février 1987 - Face B : Slide It In (US Mix) - Label : EMI - Platine                               | 9                      | 29                     | 17                     | 1                      | —                      | 7                      | 17                     | 34                     | 6                      | 1                      | 4                      | Whitesnake (1987)                  |
| Is This Love                                                                     | - Sortie : 30 juin 1987 - Face B : Standing In The Shadows (1987) - Label : EMI - Argent                        | 9                      | —                      | —                      | 11                     | —                      | 21                     | —                      | —                      | 31                     | 2                      | 13                     | Whitesnake (1987)                  |
| Give Me All Your Love                                                            | - Sortie : janvier 1988 - Face B : Fool for Your Loving - Label : EMI                                           | 18                     | —                      | —                      | —                      | —                      | 10                     | —                      | 49                     | —                      | 48                     | 22                     | Whitesnake (1987)                  |
| Fool for Your Loving (1989)                                                      | - Sortie :novembre 1989 - Face B : Slow Poke Music - Label : EMI                                                | 43                     | —                      | —                      | 37                     | —                      | —                      | —                      | 22                     | 19                     | 37                     | 2                      | Slip of the Tongue                 |
| The Deeper the Love                                                              | - Sortie : février 1990 - Face B : Judgement Day - Label : EMI                                                  | 35                     | —                      | —                      | 36                     | —                      | 30                     | —                      | —                      | —                      | 28                     | 4                      | Slip of the Tongue                 |
| Now You're Gone                                                                  | - Sortie : Août 1990 - Face B : Wings of the Storm - Label : EMI                                                | 31                     | —                      | —                      | —                      | —                      | —                      | —                      | —                      | —                      | 96                     | 15                     | Slip of the Tongue                 |
| Is This Love                                                                     | - Sortie : juillet 1994 - Face B : Sweet - Label : EMI                                                          | 25                     | —                      | —                      | —                      | —                      | —                      | —                      | —                      | —                      | —                      | —                      | Greatest Hits                      |
| Too Many Tears                                                                   | - Sortie : Mai 1997 - Face B : Can't Stop Now - Label : EMI                                                     | 46                     | —                      | —                      | —                      | —                      | —                      | —                      | —                      | —                      | —                      | —                      | Restless Heart                     |
| Don't Fade Away                                                                  | - Sortie : 1997 - Face B : Can't Go On /All In the Name of Love/Restless Heart - Label : EMI                    | —                      | —                      | —                      | —                      | —                      | —                      | —                      | —                      | —                      | —                      | —                      | Restless Heart                     |
| All I Want Is You (Live)                                                         | - Sortie : 2006 - Face B : Here I Go Again (Live) - Label : SPV Steamhammer                                     | —                      | —                      | —                      | —                      | —                      | —                      | —                      | —                      | —                      | —                      | —                      | Live... in the Shadow of the Blues |
| Can You Hear the Wind Blow                                                       | - Sortie : 2008 - Face B : Here I Go Again (Live) - Label : SPV Steamhammer                                     | —                      | —                      | —                      | —                      | —                      | —                      | —                      | —                      | —                      | —                      | —                      | Good to Be Bad                     |
| All for Love                                                                     | - Sortie : 2008 - Face B : All I Want All I Need/Lay Down Your Love - Label : SPV Steamhammer                   | —                      | —                      | —                      | —                      | —                      | —                      | —                      | —                      | —                      | —                      | —                      | Good to Be Bad                     |
| Summer Rain (Live)                                                               | - Sortie : 2008 - Face B : Is This Love - Label : SPV Steamhammer                                               | —                      | —                      | —                      | —                      | —                      | —                      | —                      | —                      | —                      | —                      | —                      | Good to Be Bad                     |
| Love Will Set You Free                                                           | - Sortie : 21 février 2011 - Face B : Easier Said Than Done - Label : Frontiers                                 | —                      | —                      | —                      | —                      | 51                     | —                      | —                      | —                      | —                      | —                      | —                      | Forevermore                        |
| One of These Days (Promo)                                                        | - Sortie : 2011 - Label : Frontiers                                                                             | —                      | —                      | —                      | —                      | —                      | —                      | —                      | —                      | —                      | —                      | —                      | Forevermore                        |
| Steal Your Heart Away (Promo)                                                    | - Sortie : 2011 - Label : Frontiers                                                                             | —                      | —                      | —                      | —                      | —                      | —                      | —                      | —                      | —                      | —                      | —                      | Forevermore                        |
| Always & Forever                                                                 | - Sortie : 14 février 2020 - Face B : After All - Label : Frontiers                                             | —                      | —                      | —                      | —                      | —                      | —                      | —                      | —                      | —                      | —                      | —                      | Flesh & Blood                      |
| Always the Same                                                                  | - Sortie : 2020 - Label : Rhino Records                                                                         | —                      | —                      | —                      | —                      | —                      | —                      | —                      | —                      | —                      | —                      | —                      | The Rock album                     |
| "—" indique que le single n'entre pas dans les classements musicaux de ces pays. | |                        |                        |                        |                        |                        |                        |                        |                        |                        |                        |                        |                                    |

### Albums vidéo
| Année | Titre | Certification |
| ----- | --- | ------------- |
| 1983  | Live! At Castle Donington - Label : EMI / Picture Music - Formats : VHS                                      | —             |
| 1983  | Fourplay - Label : EMI / Picture Music - Formats : VHS                                                       | Or            |
| 1985  | Super Rock '84 in Japan - Label: Columbia Video Disc / Toho - Formats: VHS, LD                               | —             |
| 1987  | Trilogy - Label: Picture Music - Format: VHS, LD                                                             | : Platine     |
| 1998  | Starkers in Tokyo - Label: EMI - Format: LD                                                                  | —             |
| 2006  | Live... in the Still of the Night - Label: Coming Home Studios - Formats: DVD, DVD+CD                        | : Or · : Or   |
| 2011  | Live at Donington 1990 - Label: Frontiers Records - Format: 2 CD + 2DVD                                      | —             |
| 2013  | Made in Japan - Label: Frontiers - Formats: DVD, BD                                                          | —             |
| 2014  | Live in '84: Back to the Bone - vidéo identique à "Super Rock '84 in Japan" - Label: Frontiers - Format: DVD | —             |
| 2018  | Unzipped - Label: Rhino - Formats: DVD                                                                       | —             |

## Discographie de David Coverdale

### En solo
| Titre          | Détails                                            | Classements des ventes | Classements des ventes | Classements des ventes | Classements des ventes | Classements des ventes | Classements des ventes |
| Titre          | Détails                                            | R-U                    | R-U Rock & Metal       | ALL                    | ECO                    | SUÈ                    | SUI                    |
| -------------- | -------------------------------------------------- | ---------------------- | ---------------------- | ---------------------- | ---------------------- | ---------------------- | ---------------------- |
| White Snake    | - Sortie : 9 février 1977 - Label : Purple Records | —                      | —                      | —                      | —                      | —                      | —                      |
| Northwinds     | - Sortie : 1er mars 1978 - Label : Purple Records  | 78                     | —                      | —                      | —                      | —                      | —                      |
| Into the Light | - Sortie : 25 septembre 2000 - Label : EMI Group   | 75                     | 5                      | 45                     | 70                     | 31                     | 84                     |

| Titre                    | Détails                                | Classements des ventes | Classements des ventes |
| Titre                    | Détails                                | R-U                    | USA Main,              |
| ------------------------ | -------------------------------------- | ---------------------- | ---------------------- |
| The Last Note of Freedom | - Sortie : 1990 - Label : Epic Records | 78                     | —                      |
| Slave                    | - Sortie : 2000 - Label : EMI/Geffen   | —                      | 33                     |

### AvecJimmy Page
| Titre          | Détails                                        | Classements des ventes | Classements des ventes | Classements des ventes | Classements des ventes | Classements des ventes | Classements des ventes | Classements des ventes | Classements des ventes | Classements des ventes | Classements des ventes | Classements des ventes | Certifications                   |
| Titre          | Détails                                        | R-U                    | ALL                    | AUS                    | CAN                    | FRA                    | NOR                    | N-Z                    | P-B                    | SUÈ                    | SUI                    | USA                    | Certifications                   |
| -------------- | ---------------------------------------------- | ---------------------- | ---------------------- | ---------------------- | ---------------------- | ---------------------- | ---------------------- | ---------------------- | ---------------------- | ---------------------- | ---------------------- | ---------------------- | -------------------------------- |
| Coverdale-Page | - Sortie : 27 mars 1993 - Label : EMI / Geffen | 4                      | 27                     | 25                     | 5                      | 38                     | 11                     | 9                      | 55                     | 8                      | 16                     | 5                      | : Argent · : Platine · : Platine |

| Titre                      | Détails                              | Classements des ventes | Classements des ventes | Classements des ventes |
| Titre                      | Détails                              | UK                     | CAN                    | USA Main,              |
| -------------------------- | ------------------------------------ | ---------------------- | ---------------------- | ---------------------- |
| Pride and Joy              | - Sortie : 1993 - Label : EMI/Geffen | —                      | 50                     | 1                      |
| Shake My Tree              | - Sortie : 1993 - Label : EMI/Geffen | —                      | 80                     | 3                      |
| Take Me for a Little While | - Sortie : 1993 - Label : EMI/Geffen | 29                     | 29                     | 15                     |
| Over Now                   | - Sortie : 1993 - Label : EMI/Geffen | —                      | —                      | 24                     |
| Take a Look at Yourself    | - Sortie : 1993 - Label : EMI/Geffen | 43                     | —                      | —                      |